# Morro Castle (1930)
Morro Castle — круїзний корабель американської судноплавної компанії Ward Line (New York and Cuba Mail Steamship Company), що з 1930 використовувалось на лінії Нью-Йорк-Гавана. Належав до найрозкішніших і найсучасніших кораблів 1930-х років, що користувався великим успіхом на своїй лінії, долаючи шлях за 59 годин.
На шляху до Нью-Йорку 8 вересня 1934 був знищений пожежею. У вогні загинуло 137 людей, значна кількість була поранена. Внаслідок катастрофи було прийнято нові засоби пожежогасіння, протипожежні нормативи з застосуванням важкогорючих матеріалів, пожежної сигналізації, протипожежних перегородок, дверей.

## Історія
Конгрес США 1928 прийняв «Merchant Marine Act» з виділенням 250 млн. доларів для стимулювання суднобудівництва. Впродовж 20 років для заміни застарілих кораблів компанії могли отримувати субвенції до 75 % вартості нового корабля. Однією з перших цим скористалась Ward Line, що займалась перевезеннями з Нью-Йорку до портів Карибів. 1926 було порізано на металобрухт пароплав «Morro Castle» (6.004 BRT), що компанія використовувала з 1900 року.
«Morro Castle» вирушив у перший рейс 23 серпня 1930, викликавши значну увагу преси. У Гавані влаштували урочистий бенкет за участі президента Куби.
Впродовж 4 років майже кожного рейсу був заповнений пасажирами «Morro Castle», якого преса звала яхтою мільйонерів. Цьому сприяли світова криза і Сухий закон у США. На Кубі і на кораблі не було обмежень у споживанні алкоголю.
Ходили чутки про контрабанду наркотиків, зброї, незаконних мігрантів, злочинців, революціонерів. Через алкоголь, азартні ігри, дівчат за викликом «Morro Castle» у портових властей проходив як «плавучий дім радості».
У вересні 1933 «Morro Castle» потрапив у сильний шторм. Удар хвилі у лівий борт вибив ілюмінатори, зігнув радіощоглу, через що було втрачено зв'язок. близько 70 пасажирів отримали поранення. Він прибув до Нью-Йорку з дводенним запізненням 18 вересня. Через відсутність зв'язку більше 48 годин існувало побоювання про його загибель.

## Конструкція
Ward Line замовила на корабельні Newport News Shipbuilding у Ньюпорт-Ньюс, Вірджинія два однотипні «Morro Castle» (замовлення 337) і « Oriente» (замовлення 338). ЇХ заклали 1929 і 5 березня 1930 перший з них спустили на воду, назвавши на честь іспанської фортеці Гавани Castillo de los Tres Reyes del Morro. Другий спустили на воду 15 en:Morro Castle (fortress)равень|травня] 1930. При довжині 150 м, водотоннажності 11.520 BRT вони розвивали швидкість 20 вузлів і коштували по 5,5 млн доларів. На п'яти палубах розміщувалось 16 салонів, 142 каюти, ліфти для 437 пасажирів першого класу, 95 туристичного (всього 532). Каюти мали системи опалення, кондиціювання, телефони. Найбільший салон займав висоту двох палуб, оздоблення з сусального золота. Інший салон у дві палуби отримав піаніно, камін. Також на кораблях були дитячі садки, фітнес-зали, бібліотека, бари, засклена прогулянкова палуба. 12 шлюпок могли прийняти 800 осіб.

## Останній рейс

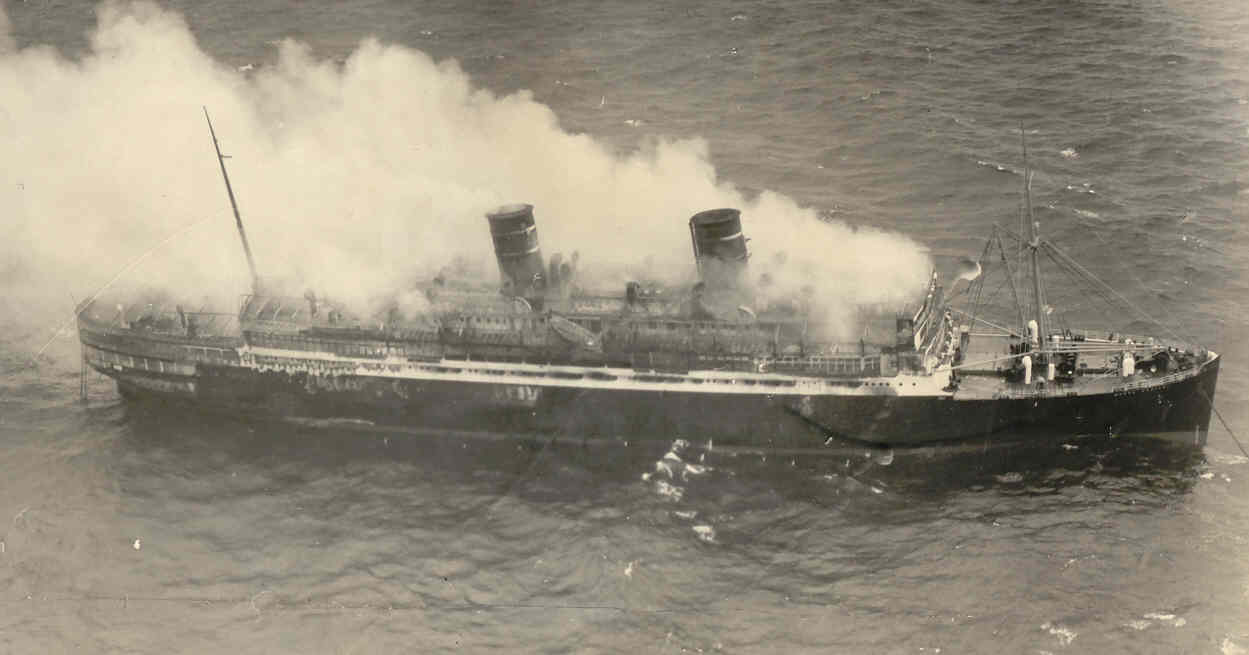
Пожежа на «Morro Castle»

1 вересня 1934 вийшов з Нью-Йорку у 174 рейс з 231 особовим екіпажем, 259 пасажирами. 5 вересня 1934 о 5:50 він вийшов з Гавани у зворотній шлях до Нью-Йорку, куди повинен був прибути о 07:00 9 вересня. На борті перебувало 318 пасажирів, 231 член екіпажу. З 8 рейсу капітаном був 55-річний Роберт Віллмотт.
6 вересня 1934 погіршилась погода, йшов дощ, дув сильний вітер. Корабель йшов вздовж Східного узбережжя.
Увечері 6 вересня відбувся костюмований бал, але капітан не брав у ньому участі через слабке здоров'я. Судовий лікар визначив у нього харчове отруєння. Ввечері 7 вересня повинен був відбутись капітанський бал, але через морську хворобу немало пасажирів залишилось у каютах. Напередодні балу капітана найшли мертвим у ванній кімнаті його каюти, яку закрили для детальнішого розслідування у Нью-Йорку. Командування перейняв перший офіцер Вільям Вармс. Бал відмінили, але у багатьох каютах, салонах лунала музика, вживали напої.
О 2:45 8 вересня у салоні курців пасажир спитав у стюарда, чи він не відчуває диму. Після недовгого пошуку у салоні для писання В-палуби виявили вогонь у закритій шафі. Дим поширився у танцювальному салоні палуби В, на що зрештою ніхто не звертав уваги. Доволі швидко по коридорах корабля поширився вогонь, який роздував сильний вітер. Свідки говорили про голубе полум'я, що стікало по сходовим кліткам, коридорам. На кораблі почала горіти фарба, приміщення заповнював густий дим. Через значну температуру почало тріскатись скло у залах, прогулянковій палубі. Незабаром корабель потрапив у пасмо сильного дощу. Багато пасажирів спали по каютах п'яними чи замученими морською хворобою. Ніхто не надав команди про попередження пасажирів про пожежу. Багато з них задихнулись у сні чи не могли покинути каюту через вогонь.
Люди збирались у кормовій частині, куди вітер гнав вогонь, дим. Зрештою доведені до відчаю люди стали стрибати за борт, кидаючи туди рятувальні круги, жилети, шезлонги. Через 20 хв. від початку пожежі на кораблі вимкнулось світло через пошкодження кабелів. Через втрату керування не вдалось викинути корабель на мілину. З 12 шлюпок на воду спустили 6, на яких замість 408 осіб перебувало 84 члени екіпажу і 1 пасажирка. «Morro Castle» перебував за декілька кілометрів від берега, де багато свідків бачили пожежу. Через значний проміжок часу підійшли британський лайнер Monarch of Bermuda, американське пасажирське City of Savannah, вантажне Andrea F. Luckenbach, пароплав President Cleveland, що підняли з моря на борт живих пасажирів. Частина пасажирів змогла доплисти до берега, розказуючи згодом, що шлюпки з «Морро Кастл» відмовлялись їх підбирати. Доволі багато пасажирів врятували невеликі кораблі, що вийшли в море.

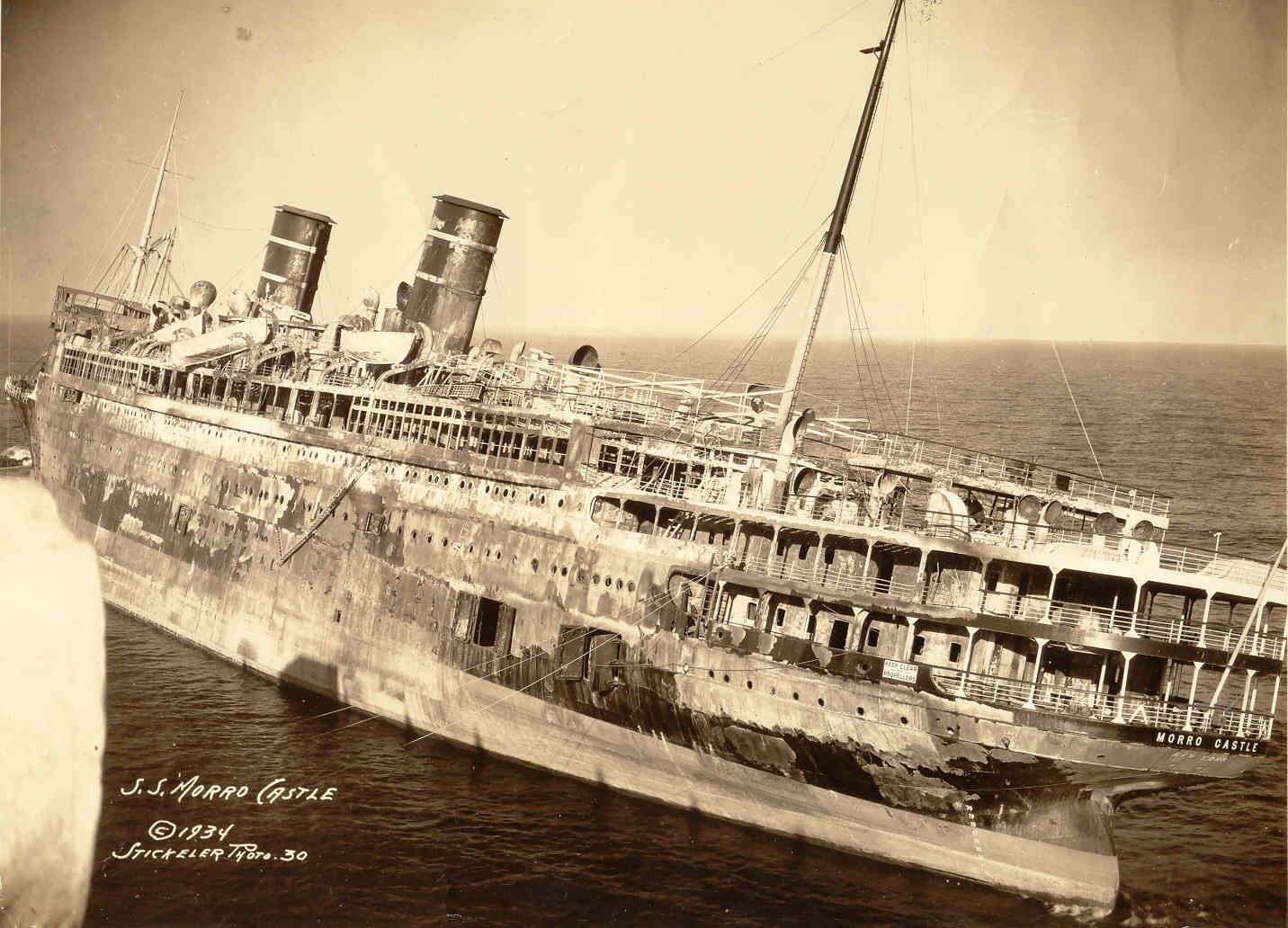
Випалений корпус на мілині

Кораблі берегової охорони «Tampa» і «Cahoone» підійшли до палаючого корабля і відплили не надавши жодної допомоги. До полудня 8 вересня з корабля зняли усіх живих осіб. Через радіо, телефон звістка про катастрофу швидко поширилась і на узбережжя прибуло немало охочих до сенсацій. Випалений корпус викинуло на мілину біля Асборн Парку округу Монмаут, Нью-Джерсі. З 549 осіб загинуло 137 (близько 100 пасажирів). Створили імпровізовані морги для впізнання загиблих. Ще декілька місяців сюди прибували цікаві, купуючи спеціальні сувеніри. У березні 1935 «Morro Castle» пустили на злам. Це була одна з найбільших катастроф в історії цивільного флоту США.

## Розслідування
Офіційне розслідування виявило поганий стан протипожежної безпеки, сигналізації «Morro Castle». На кораблі не проводили навчань, інструктажів. Екіпаж не виконав своїх функцій, покинувши пасажирів. Не було надано своєчасної допомоги. Було засуджено до декількох років ув'язнення капітана, віце-президента Ward Line за недбалість, що призвела до жертв.
Героєм визнали радиста Джорджа Уайта Роджерса-молодшого, який з палаючої радіорубки подав сигнал «SOS». Через багато років стало відомо про його кримінальне минуле — крадіжки, шахрайства, підпали, лікування у психіатричному закладі. Він спеціалізувався на запальних бомбах з дистанційним управлінням. Він хвалився, що спалив «Морро Касл». Коли поліцейський взявся за розслідування, той підірвав його, завдавши серйозних пошкоджень. Роджерс 1954 скоїв подвійне вбивство, за що потрапив до в'язниці. Там він помер 10 січня 1958. За гіпотезами він мав серйозний конфлікт з капітаном, якого отруїв. Для приховування доказів підпалив корабель. Але гіпотеза ніколи не була офіційно підтверджена.

## Інтернет-ресурси
- Моторошна причина, чому ніхто не говорить про кораблетрощу, смертоноснішу за Титанік